# Chino Urquidi
Luis Enrique Urquidi Holberton (Antofagasta, 3 de octubre de 1935-Viña del Mar, 3 de marzo de 1994), conocido también en el medio artístico chileno como «Chino» Urquidi, fue un destacado compositor, arreglador, productor musical y político chileno.
Creador de conocidos grupos musicales, como Los Cuatro Cuartos y junto a Carlos Alfonso Lastarria los Bric a Brac, grupo que reunió a otros cantantes como Antonio Zabaleta y Paz Undurraga, integrante también del conjunto Las Cuatro Brujas.

## Familia
Fue hijo de Guillermo Urquidi e Hilda Holberton. Nació en Antofagasta pero creció en Valparaíso. Urquidi alcanzó a cursar tres años de Leyes en la Pontificia Universidad Católica de Valparaíso, sin ninguna vocación por la carrera. Se casó con Paz Undurraga en 1967, con la cual tendría una hija de nombre María Francisca.Su matrimonio terminó poco después de la disolución de Los Bric-A-Brac.

## Vida artística
Como compositor, se destacó por las canciones que grabaron los Bric a Brac, como: Nunca Jamás, Pasan sin Mirar, Alma Joven, y Te prometo cambiar, entre otras. Junto a Paz Undurraga, había mantenido dos programas radiales en Cooperativa Vitalicia: "Un cuarto para la Paz" y "En casa del Chino Urquidi"; este último, una muestra de música chilena que se transmitía, efectivamente, desde la casa de la pareja, en Las Condes.
Uno de los primeros programas musicales destacados de la estación Canal 7 de Televisión Nacional de Chile fue Alma joven, fue conducido por Luis Urquidi, donde se buscaba descubrir jóvenes valores de la música. Además, creó el Semillero de Artistas de TVN, y en la misma estación televisiva fue director artístico. Fue parte del jurado del programa ¿Cuánto vale el show? del canal Teleonce en 1980.

## Vida política
En las elecciones municipales de 1971 fue elegido regidor por Santiago, representando al Partido Nacional, siendo proclamado en dicho cargo en julio de dicho año luego de una sentencia del Tribunal Calificador de Elecciones producto del fallecimiento de Pedro Cano Pozo antes de que se entregara el resultado definitivo de los comicios realizados en abril. Fue un tenaz opositor al gobierno del Presidente Salvador Allende, y tras el golpe militar de septiembre de 1973, Urquidi y Germán Becker compusieron el himno patriótico «Alborada». En 1989 fue candidato a diputado por el Distrito 19.

## Últimos años de vida y fallecimiento
En los últimos años de su vida, Urquidi residía en Viña del Mar, junto a su esposa, la pintora Marla Mandujano. Murió producto de una mala caída en Viña del Mar, en el hospital Van Buren se le confirmó un TEC severo y «laceraciones cerebrales múltiples», de la cual no logró reponerse y nunca se recuperó, y falleció en ese recinto de una insuficiencia respiratoria, el 3 de marzo de 1994, a la edad de 58 años. Se dice del trágico deceso que Urquidi murió asesinado, pero la verdad jamás se supo hasta hoy.[cita requerida]
Sus restos reposan en el Cementerio Parque del Recuerdo de Huechuraba, en Santiago de Chile.

## Legado
Tras su muerte se realizaron varios homenajes en la Región de Valparaíso y en Santiago que demostraron el afecto acumulado hacia uno de los músicos fundamentales de las décadas de los sesenta y setenta en Chile. Urquidi demostró que el pilar de la creación popular no es siempre el compositor o el intérprete, elevando la importancia de quien figura como «director musical», «arreglador» o «productor»: un oído privilegiado y compenetrado con la canción popular como una obra artística en sí.